# Ilattia spilonata
Ilattia spilonata là một loài bướm đêm trong họ Noctuidae.